# Departamento Lempira
Lempira ist eines von 18 Departamentos in Honduras in Mittelamerika.
Das Departamento befindet sich im Westen des Landes an der Grenze zu El Salvador. Die Hauptstadt von Lempira ist Gracias. Benannt ist das Departamento nach Lempira, einem Kaziken der Lenca, der im 16. Jahrhundert gegen die spanischen Conquistadoren kämpfte.
In Lempira befindet sich neben dem Nationalpark Celaque auch der Cerro Las Minas, der höchste Berg in Honduras mit 2849 Metern.

## Municipios
Verwaltungstechnisch ist das Departamento Lempira  in 28 Municipios unterteilt:
1. Belén
2. Candelaria
3. Cololaca
4. Erandique
5. Gracias
6. Gualcince
7. Guarita
8. La Campa
9. La Iguala
10. Las Flores
11. La Unión
12. La Virtud
13. Lepaera
14. Mapulaca
15. Piraera
16. San Andrés
17. San Francisco
18. San Juan Guarita
19. San Manuel Colohete
20. San Marcos de Caiquín
21. San Rafael
22. San Sebastián
23. Santa Cruz
24. Talgua
25. Tambla
26. Tomalá
27. Valladolid
28. Virginia